# Lozova rajon
Lozova rajon (ukrainsk: Лозівський район, tr. Lozivskij rajon) er en af 7 rajoner i Kharkiv oblast i Ukraine, hvor Lozova rajon er beliggende centralt i den sydlige del af Kharkiv oblast, og rajonen grænser op til Donetsk oblast mod sydøst og Dnipropetrovsk oblast mod syd og sydvest.
Efter Ukraines administrative reform fra juli 2020 er Lozova rajon udvidet med de to byer Lozova og Pervomajskij , der indtil 2020 havde status som "byer af regional betydning", samt andre nærtliggende rajoner. Befolkningstallet for Lozova rajon efter reformen er 154.600